# Enciso (Colombia)
Enciso è un comune della Colombia facente parte del dipartimento di Santander.
L'abitato venne fondato da Juan de Enciso nel 1773.